# Aspidium aureovestitum
Aspidium aureovestitum là một loài thực vật có mạch trong họ Dryopteridaceae. Loài này được (Hook.) Griseb. miêu tả khoa học đầu tiên năm 1864.